# Liu Pengli
Liu Pengli (劉彭離), prince de Jidong (濟東王), est un prince chinois de la dynastie Han qui vécut au IIe siècle av. J.-C. Il est considéré comme étant l'un des premiers tueurs en série de l'histoire de l'humanité.

## Biographie
La biographie de Liu Pengli est peu documentée. Les rares informations disponibles le concernant proviennent de l'œuvre de l'historien chinois Sima Qian.
En 144 av. J.-C., Liu Wu (en), prince du puissant et riche royaume de Liang meurt. L'empereur régnant, Han Jingdi, profite de cette occasion pour affaiblir le fief princier de son plus jeune frère en le divisant en cinq provinces : une pour chacun de ses cinq neveux. Liu Pengli, troisième fils du prince de Liang, reçoit alors en héritage la province de Jidong nouvellement créée pour lui.
Liu Pengli, désormais gouverneur de la province de Jidong, instaure, sur ses terres, un régime de terreur. Epaulé par une petite armée de jeunes esclaves ou de hors-la-loi, il s'adonne, pour le plaisir, à des exactions, pillant et tuant des sujets de son propre royaume. Rapidement, l'accumulation des meurtres gratuits établit, dans tout le royaume, sa réputation d'homme arrogant et brutal. Plus personne n'ose s'aventurer au dehors à la nuit tombée par crainte d'être emporté par une des expéditions meurtrières de Liu Pengli,.
En 115 av. J.-C., la vingt-neuvième année de son règne, le fils de l'une de ses victimes ose dénoncer ses crimes odieux à l'empereur. Les officiels de la Cour impériale prennent alors connaissance de ses atrocités et, après avoir répertorié plus de cent victimes, exigent que Liu Pengli soit immédiatement condamné à mort. Cependant, l'empereur, ne supportant pas la perspective de porter la responsabilité de la mort de son propre neveu, le punit en lui retirant tous ses titres et droits de noble, en saisissant ses terres et tous ses actifs et en le contraignant à l'exil dans la région de Shangyong, devenue plus tard Zhushan dans la province du Hubei,,.

## Postérité
Liu Pengli est considéré comme étant l'un des premiers tueurs en série de l'histoire de l'humanité,.